# Johnny Olsson (handbollsspelare)
Johnny Olof Bertil "Bazooka" Widell, tidigare Olsson, född 24 juni 1984 i Boden, är en svensk tidigare handbollsspelare (vänsternia).

## Karriär
Johnny Widell, då med efternamnet Olsson, började spela handboll i Hornskrokens IF. Efter det flyttade Olsson till Anderstorp för att få ombyte och nya utmaningar.
Efter tre säsonger fick han chansen att spela i ett elitserielag. 2008 började han spela för HK Drott och han är antecknad för 216 elitseriemål i Drott. 2010 nådde han höjden i sin karriär då han spelade SM-final i Malmö Arena mot IK Sävehof. Drott förlorade efter förlängning och det blev bara SM-silver för Olsson.
2012 börjar Olsson spela i HK Aranäs. Klubben fick ekonomiska problem och fick ställa in betalningarna av spelarlöner och där tog Olssons elitkarriär slut. Han lämnade sedan Aranäs för att återvända till Anderstorps SK, i division 1. Han var en faktor då bidrog till att Anderstorp tog sig till Allsvenskan 2016. I Anderstorp har han spelat 197 matcher med klubben. 2017 åkte klubben ut ur allsvenskan och då avslutade Olsson sin spelarkarriär.

## Meriter
- SM-silver 2010 med HK Drott

## Klubbar
- Hornskrokens IF (–2005)
- Anderstorps SK (2005–2008)
- HK Drott (2008–2012)[5]
- HK Aranäs (2012–2013)
- Anderstorps SK (2013–2017)